# 阿爾高山

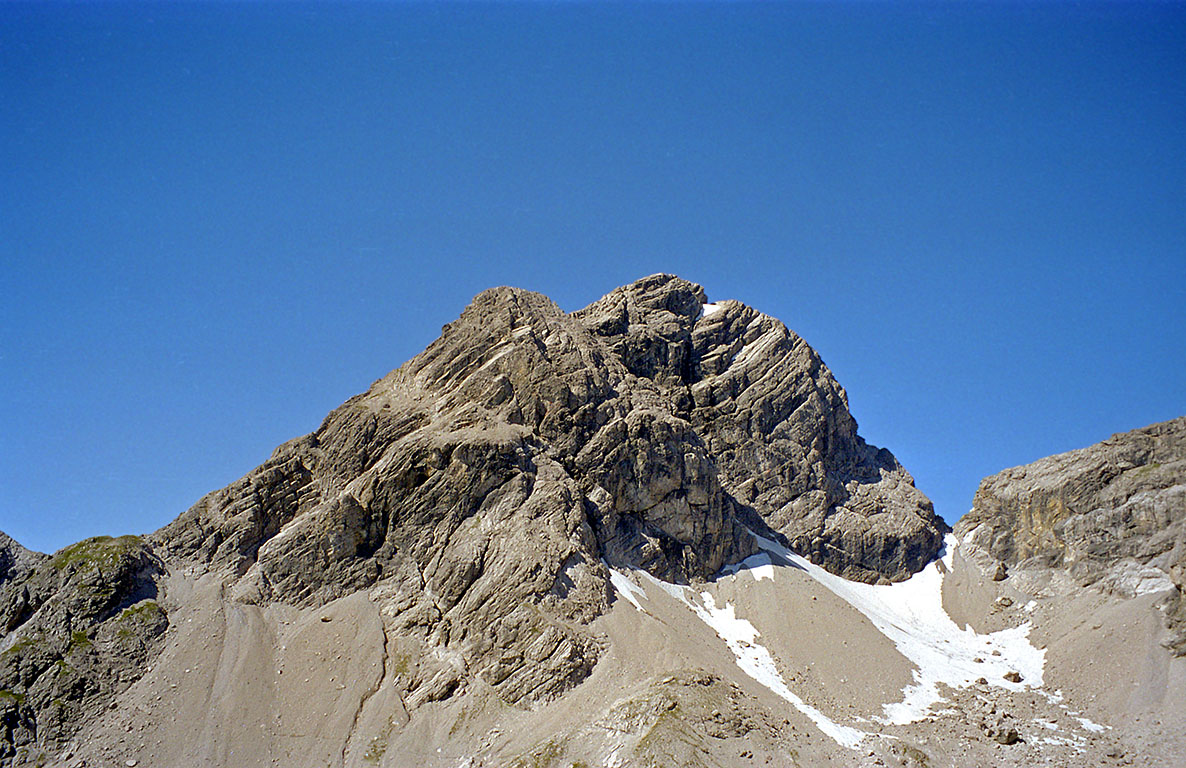

阿爾高山（德語：Allgäuer Alpen）是歐洲的山脈，是北石灰岩山脉的一部分，橫跨德國巴伐利亞、巴登－符騰堡、奧地利蒂羅爾州和福拉爾貝格州，最高點海拔高度2,656米，山體由沉積岩組成。

## 外部連結
- The Allgäu Alps on SummitPost